# Novorîbațke, Krasnoperekopsk
Novorîbațke (în ucraineană Новорибацьке) este un sat în comuna Ișun din raionul Krasnoperekopsk, Republica Autonomă Crimeea, Ucraina.

## Demografie
Componența lingvistică a localității Novorîbațke
     Rusă (57,14%)
     Ucraineană (42,02%)
Conform recensământului din 2001, majoritatea populației localității Novorîbațke era vorbitoare de rusă (57,14%), existând în minoritate și vorbitori de ucraineană (42,02%).